# L'Homme mystérieux
L'Homme mystérieux is een Franse dramafilm uit 1933 onder regie van Maurice Tourneur. Het scenario is gebaseerd op het gelijknamige toneelstuk uit 1910 van de Franse auteurs Charles Binet en André de Lorde.

## Verhaal
Raymond zit in een krankzinnigengesticht, nadat hij een moordpoging heeft gedaan op zijn vrouw Louise. Tegen het advies van de dokter in willen zijn advocaat en zijn broer hem vrij krijgen. Ze kunnen ook Louise overtuigen. Terug thuis lijkt hij aan de betere hand te zijn. Dan begint hij opnieuw te hallucineren.

## Rolverdeling
| Acteur          | Personage   |
| --------------- | ----------- |
| Charles Vanel   | Pierre      |
| Paul Amiot      | Arts        |
| Georges Paulais | Directeur   |
| Henry Bonvallet | Procureur   |
| Jean Bara       | Kleine Jean |
| Louise Lagrange | Louise      |
| Louise Marquet  | Moeder      |
| Jean Yonnel     | Raymond     |